# Szlak czarny

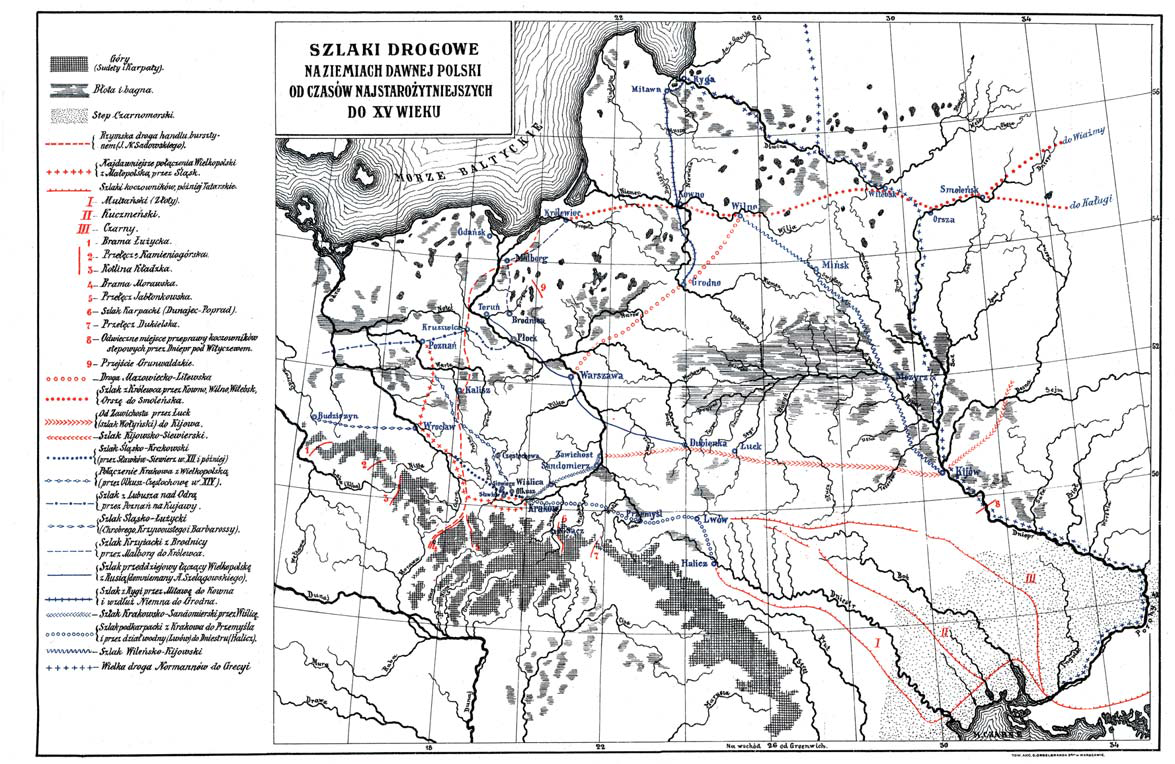
"Szlaki drogowe", mapa z Geografii ziem dawnej Polski Antoniego Sujkowskiego (1918).

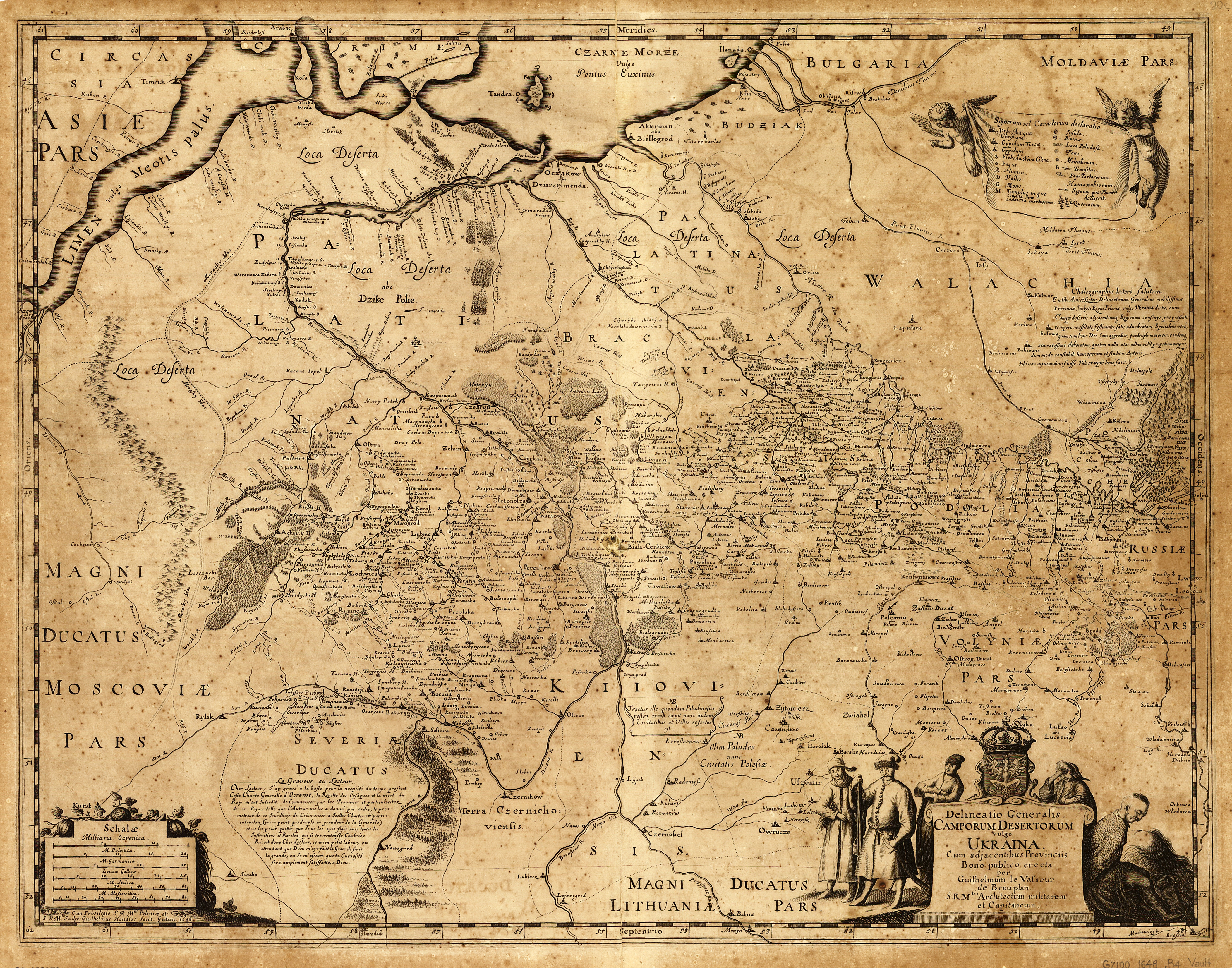
Delineatio Generalis Camporum Desertorum vulgo Ukraina. Cum adjacentibus Provinciis Mapa Wilhelma Beauplana z 1648 wykonana na zlecenie Władysława IV obejmująca województwa: kijowskie, bracławskie, czernihowskie, podolskie, wołyńskie i wschodnią część województwa ruskiego. Północ na dole mapy

Czarny szlak (tat.: Dżorna islach) – jeden z trzech głównych szlaków, którymi Tatarzy najeżdżali ziemie Rzeczypospolitej. Nazwa szlaku wzięła się od czarnych śladów jakie Tatarzy zostawiali na ukraińskich czarnoziemach lub od Czarnego Lasu, skąd Tatarzy wyruszali.
Swój początek szlak brał na uroczyskach rzeki Inguł, w tzw. Czarnym Lesie, gdzie Tatarzy gromadzili się przed wyruszeniem na wyprawę łupieżczą lub u ujścia rzeki Siniucha. Dalej szedł przez wyspę Tawań na Dnieprze koło twierdzy Kyzykermen, kierował się na północ przez Wyżynę Naddnieprzańską, a na wysokości Korsunia rozgałęział się na Kijów (północny zachód) i Zbaraż (południowy zachód).